# 李燦 (地理学者)
李 燦（イ チャン、이찬、1923年1月23日 - 2003年1月1日）は、大韓民国の人文地理学者、歴史地理学者、号は石泉（석천）。特に、朝鮮半島の古地図の研究で知られた。

## 経歴
日本統治時代の朝鮮で、黄海道延白郡温井面に生まれ、平壌師範学校に学んで椙村大彬の薫陶を受けて1942年に卒業し、郷里の国民学校の教師となった。
第二次世界大戦後、1946年9月に成均館大学校史学科に学び、次いで、1948年にソウル大学校師範大学地理学科に進んだが、朝鮮戦争による混乱の時期を経て、1951年9月にソウル大学校を卒業した。その後、ソウル大学校師範大学附属高等学校などで教師をしてから、1955年2月にアメリカ合衆国へ留学してルイジアナ州立大学に学び、1960年に「A Culture History of Rice with  Special Reference to Louisiana」によりPh.D.を取得した。
帰国後1960年に、ソウル大学校師範大学の副教授となり、1965年に教授へ昇任、1975年には改組によりソウル大学校社会科学大学へ所属が変わり、1988年2月に定年退職するまで在籍した。また、退職後は名誉教授の称を贈られた。この間、韓国社会科教育会会長（1962年 - 1970年）、大韓地理学会会長（1972年 - 1976年）、韓国測地学会会長（1988年 - 1990年）、韓国科学史学会会長（1988年 - 1990年）などを務め、1988年には、韓国文化歴史地理学会の前身である韓国文化歴史地理研究会を設立した。また、1989年3月23日には大韓民国学術院会員に選出された。
1991年には、主著である『한국의 古地圖（韓国の古地図）』を刊行した。
1990年代には国際地理学連合の副会長を務め、2000年の国際地理学会議ソウル大会の成功に貢献した。
李燦は長く日本の歴史地理学会の会員でもあった。